# USS Dorado (SS-248)
USS Dorado (SS-248) là một tàu ngầm lớp Gato từng phục vụ cùng Hải quân Hoa Kỳ trong Chiến tranh Thế giới thứ hai. Nó là chiếc tàu chiến đầu tiên của Hải quân Hoa Kỳ được đặt cái tên này, theo tên tiếng Tây Ban Nha của loài cá nục heo. Nó bị đắm vào ngày 12 tháng 10, 1943, ngay trong chuyến đi chạy thử máy huấn luyện đến vùng kênh đào Panama, có thể do trúng thủy lôi do tàu ngầm U-boat đối phương rải trong khu vực.

## Thiết kế và chế tạo
Lớp tàu ngầm Gato được thiết kế cho mục đích một tàu ngầm hạm đội nhằm có tốc độ trên mặt nước cao, tầm hoạt động xa và vũ khí mạnh để tháp tùng hạm đội chiến trận. Con tàu dài 311 ft 9 in (95,02 m) và có trọng lượng choán nước 1.525 tấn Anh (1.549 t) khi nổi và 2.424 tấn Anh (2.463 t) khi lặn. Chúng trang bị động cơ diesel dẫn động máy phát điện để cung cấp điện năng cho bốn động cơ điện, đạt được công suất 5.400 shp (4.000 kW) khi nổi và 2.740 shp (2.040 kW) khi lặn, cho phép đạt tốc độ tối đa 21 hải lý trên giờ (39 km/h) và 9 hải lý trên giờ (17 km/h) tương ứng. Tầm xa hoạt động là 11.000 hải lý (20.000 km) khi đi trên mặt nước ở tốc độ 10 hải lý trên giờ (19 km/h) và có thể hoạt động kéo dài đến 75 ngày và lặn được sâu tối đa 300 ft (90 m).
Lớp tàu ngầm Gato được trang bị mười ống phóng ngư lôi 21 in (530 mm), gồm sáu ống trước mũi và bốn ống phía phía đuôi tàu, chúng mang theo tối đa 24 quả ngư lôi. Vũ khí trên boong tàu gồm một hải pháo 3 inch/50 caliber, và thường được tăng cường một khẩu pháo phòng không Bofors 40 mm nòng đơn và một khẩu đội Oerlikon 20 mm nòng đôi, kèm theo súng máy .50 caliber và .30 caliber. Tiện nghi cho thủy thủ đoàn bao gồm điều hòa không khí, thực phẩm trữ lạnh, máy lọc nước, máy giặt và giường ngủ cho hầu hết mọi người, giúp họ chịu đựng cái nóng nhiệt đới tại Thái Bình Dương cùng những chuyến tuần tra kéo dài đến hai tháng rưỡi.
Dorado được đặt lườn tại xưởng tàu của hãng Electric Boat Company ở Groton, Connecticut vào ngày 27 tháng 8, 1942. Nó được hạ thủy vào ngày 23 tháng 5, 1943, được đỡ đầu bởi bà Ezra G. Allen, phu nhân Chuẩn đô đốc Ezra G. Allen, và được cho nhập biên chế cùng Hải quân Hoa Kỳ vào ngày 28 tháng 8, 1943 dưới quyền chỉ huy của Hạm trưởng, Thiếu tá Hải quân Earle Caffrey Schneider.

## Lịch sử hoạt động
Sau khi hoàn tất việc chạy thử máy huấn luyện tại vùng biển ngoài khơi New London, Connecticut, Dorado khởi hành từ Căn cứ Tàu ngầm Hải quân New London vào ngày 6 tháng 10, 1943 để đi sang vùng kênh đào Panama, tuy nhiên nó đã không đi đến điểm hẹn. 
Trong thực hành an toàn dành cho tàu ngầm di chuyển không được hộ tống tại vùng biển thân thiện, một vùng cấm rộng 50 nmi (93 km) trước mũi, 100 nmi (190 km) sau đuôi, và 15 nmi (28 km) hai bên mạn được xác lập cho mỗi con tàu và được thông báo đến mọi bên liên quan. Tuy nhiên vào chiều tối ngày 12 tháng 10, đội bay một chiếc thủy phi cơ PBM Mariner thuộc Liên đội Tuần tra 210 đặt căn cứ tại vịnh Guantánamo, Cuba đã được thông báo sai về vị trí của khu vực giới hạn này, chệch mất 11 nmi (20 km). Lúc 20 giờ 49, họ tấn công một tàu ngầm không rõ nhận dạng, mà họ tin là bên ngoài vùng với hạn, với ba quả mìn sâu Mark 47 và một quả bom Mark-4 Mod-4 100 lb (45 kg). Chiếc máy bay tiếp tục tìm kiếm suốt 20 phút sau đó mà không thấy dấu hiệu nào khác. Hai giờ sau đó, chiếc PBM phát hiện một tàu ngầm thứ hai, tìm cách trao đổi tín hiệu nhận dạng, và bị đối thủ tấn công. Một đoàn tàu vận tải dự định đi ngang vùng giới hạn của Dorado vào chiều tối ngày 12 tháng 10 báo cáo không nhìn thấy con tàu. 
Ngay khi Dorado không trình diện đúng hẹn vào ngày 14 tháng 10, một cuộc tìm kiếm được tiến hành, phát hiện những vệt dầu phân tán rộng và mảnh vỡ rải rác. Tuy nhiên một Ủy ban khảo sát tại vịnh Guantánamo, Cuba và sau đó một Ủy ban điều tra Hải quân xác định loại dầu loang và những mảnh vỡ không có nguồn gốc từ chiếc tàu ngầm. Trước các ủy ban này, đội bay chiếc PBM khẳng định cả hai chiếc tàu ngầm mà họ tấn công đều là tàu U-boat Đức. Họ biết rõ Dorado đang hoạt động trong khu vực, và đã quan sát cẩn thận cả hai mục tiêu trước khi tấn công. Họ nhận xét về chiếc tàu ngầm thứ nhất sau 12 phút quan sát, nhận định rằng:
- Vị trí phát hiện cách nơi Dorado được thông báo 48 nmi (89 km), và cách vị trí thực của nó 34 nmi (63 km)
- Mục tiêu di chuyển theo hướng chệch 90 so với hành trình của Dorado
- Không có pháo trên sàn trước, trong khi Dorado trang bị một pháo 5 inch (127 mm)
- Toàn bộ sàn tàu đều xẻ rảnh, trong khi sàn tàu của Dorado chỉ xẻ rảnh gần tháp chỉ huy
- Có một vật thể "hình núm" phía trước tháp chỉ huy, gần giống với bộ dò radar Metox trang bị trên Tàu ngầm Kiểu IX

Truy cứu tài liệu của Hải quân Đức Quốc xã sau chiến tranh cho thấy chiếc tàu ngầm thứ nhất nhiều khả năng là U-518, nhưng nhật ký hải trình của nó không ghi nhận cuộc tấn công nào. Có thể con tàu đã không nhận biết đợt tấn công khi các quả mìn sâu và bom bị tịt ngòi hay cài độ sâu không đúng. Chiếc tàu ngầm thứ hai hầu như chắc chắn là U-214, nó ghi nhận đã khai hỏa nhắm vào một máy bay trong nhật ký hải trình. Trước đó vào ngày 8 tháng 10, U-214 đã rải một bãi 15 quả thủy lôi ở vị trí 5 nmi (9,3 km) ngoài khơi Colón, Panama; Dorado nhiều khả năng đã trúng một trong số các quả mìn này vào khoảng ngày 14 tháng 10.
Tên của Dorado được cho rút khỏi danh sách Đăng bạ Hải quân vào ngày 30 tháng 10, 1943. Nó trở thành một trong hai tàu ngầm Hoa Kỳ duy nhất bị mất tại Đại Tây Dương trong Thế Chiến II. Chiếc còn lại là USS R-12 (SS-89) bị mất trong một đợt lặn huấn luyện ngoài khơi Key West, Florida vào tháng 6, 1943.